# Dipnorhynchidae
A Dipnorhynchidae az izmosúszójú halak (Sarcopterygii) osztályának tüdőshalalakúak (Ceratodontiformes) rendjébe, ezen belül a fosszilis Dipnorhynchoidei alrendjébe tartozó család.

## Rendszerezés
A családba az alábbi 4-5 nem tartozik:
- †Cathlorhynchus K.S.W. Campbell, Barwick & Senden, 2009
- †Dipnorhynchus Jaekel, 1927
- †Dipnotuberculus K.S.W. Campbell, Barwick, Chatterton & Smithson, 2002
- †Ganorhynchus
- †Speonesydrion - az idetartozása kérdéses